# Irja Askola
Irja Kaarina Askola, född 18 december 1952 i Villmanstrand, är en finländsk präst. Hon var den första kvinnliga biskopen inom Evangelisk-lutherska kyrkan i Finland.
Askola blev teologie magister 1975, var assistent i kyrkosociologi vid Helsingfors universitet 1975–1981, tjänstgjorde vid Seurakuntaopisto i Träskända 1981–1991, vid Europeiska kyrkokonferensen i Genève 1991–1999, vid yrkeshögskolan Diakonia 1999–2004 och var senare stiftssekreterare i Esbo stift. Hon prästvigdes 1988 och utnämndes den 3 juni 2010 till biskop i Helsingfors stift. Hon har medverkat i en rad skrifter och utgivit diktsamlingen Jos olet, ole nyt (2006).
Askola gick i pension 2017 och efterträddes som biskop av Teemu Laajasalo.